# Torre (Isonzo)
Der Torre (slowenisch Ter) ist ein rechter Zufluss des Isonzo (Soča) in Friaul, Italien. Er entsteht in den Julischen Alpen. Sein wichtigster Nebenfluss ist der Natisone (Nadiža). Der Torre fließt nach 70 km zwischen Ruda und Turriaco dem Isonzo zu – kurz vor dessen eigener Mündung in die Adria.
Am kurzen Oberlauf liegen die Gemeinden Lusevera und die Stadt Tarcento, am Unterlauf Reana del Rojale, Nimis, Povoletto, die Stadt Udine, Remanzacco, Pradamano, Buttrio, Pavia di Udine, Manzano, Trivignano Udinese, Chiopris-Viscone, San Vito al Torre, Romans d’Isonzo, Campolongo Tapogliano, Villesse, sowie Ruda und Turriaco.